# Taenaris maneta
Taenaris maneta är en fjärilsart som beskrevs av Gustaaf Hulstaert 1923. Taenaris maneta ingår i släktet Taenaris och familjen praktfjärilar. Inga underarter finns listade i Catalogue of Life.